# Franc Zadravec (agronom)
Franc Zadravec, slovenski agronom zootehnik, * 26. september 1925, Turnišče, † 17. julij 1975, Murska Sobota.

## Življenje in delo
Zadravec je leta 1950 diplomiral na zagrebški Agronomsko-gozdarski fakulteti in 1965 doktoriral na ljubljanski BF. Najprej je bil zaposlen na državnem posestvu v Beltincih ter okrajnih zadružnih zvezah v Ljutomeru in Murski Soboti. V letih 1959−1975 je bil direktor Živinorejsko-veterinarskega zavoda v Murski Soboti kjer je vodil selekcijo in kontrolo proizvodnosti lisastega goveda v Pomurju.
Bil je znan zootehnik (strokovnjak s področja reje in gospodarskega izkoriščanja domačih živali). Med drugim je preučeval rastnost in druge lastnosti za prirejo mesa mladih, za pleme predvidenih bikov. Sodeloval je tudi pri Evropski zvezi rejcev lisastega goveda in objavljal strokovne članke.